# Детстроук
Де́тстроук (англ. Deathstroke), он же Слейд Джо́зеф Уи́лсон (Slade Joseph Wilson) — персонаж комиксов издательства DC Comics, суперзлодей и иногда антигерой. Был создан сценаристом Марвом Вольфманом и художником Джорджем Пересом как наёмник и убийца, впервые появившись в первом выпуске второго тома комикса The New Teen Titans в 1980 году.
Журнал Wizard поставил его на 84-е место в своём списке «Величайшие злодеи всех времён». В 2009 году Детстроук занял 32-е место в списке «Величайшие злодеи комиксов всех времён» по версии IGN.

## История публикаций
Детстроук Терминатор впервые появился в 1980-х годах, во втором выпуске первого тома New Teen Titans. Изначально он был представлен просто как «Терминатор», наёмник, выполнивший условия контракта, взятого его сыном, Опустошителем, но вскоре стал одним из главных противников Юных Титанов. Детстроук быстро стал любимым персонажем фанатов и позже в серии часто объединялся с Титанами против общих врагов.
Благодаря своей популярности Детстроук получил свою собственную серию, Deathstroke the Terminator, в 1991 году. Серия была позже переименована в Deathstroke the Hunted для выпусков № 0 и № 41–45 и затем просто в Deathstroke для выпусков № 46–60. Серия была отменена с выпуском № 60. Всего серия длилась 65 выпусков (номера с 1-го по 60-й плюс 4 ежегодника и специальный выпуск № 0).
После получения им ранения в DC Universe: Last Will and Testament Детстроуку был посвящён один из четырёх спецвыпусков Faces of Evil, сценаристом которого стал Дэвид Хайн. Хайн объяснил, что комикс заложит основу для будущих историй: «Все персонажи в „Faces of Evil“ были выбраны за их потенциал, как главных игроков в грядущем году.»
Хотя персонаж Детстроук появился раньше фильма «Терминатор» Джеймса Кэмерона на четыре года, Слейд Уилсон теперь зовётся просто Детстроук — даже персонажами, которые звали его «Терминатором» годами. Полное имя героя не вышло полностью из обихода: недавно он был так назван в серии комиксов Justice League Elite и в 5-й серии 6-го сезона «Стрелы».

## Биография
Слейду Уилсону было шестнадцать лет, когда он солгал о своём возрасте, чтобы вступить в вооружённые силы США. После службы Уилсона в Корее его направили в Лагерь Вашингтон, где он получил звание майора. В начале шестидесятых Слейд встретил капитана Аделин Кейн, которой было поручено тренировать молодых солдат новым боевым техникам в связи с ожидающимися проблемами во Вьетнаме. Слейд впечатлил Кейн своими навыками и способностью быстро адаптироваться к современным методам ведения боевых действий. Она тотчас влюбилась в него и поняла, что он без сомнения является самым трудоспособным бойцом из всех, кого она встречала.
Она решила лично тренировать Слейда ведению партизанской войны. Менее чем за год Уилсон выучил все боевые техники, которые ему преподавали, и достиг звания подполковника. Полгода спустя он женился на Аделин, и она забеременела. Примерно в то время обострилась война во Вьетнаме, и Слейда отправили за океан. Дома Аделин родила сына, Гранта.
Некоторое время спустя Уилсон решил участвовать в медицинском эксперименте, предназначенном для стимуляции его надпочечников в надежде увеличить способность солдата сопротивляться эффектам сыворотки правды. Эксперимент пошёл не так, как предполагалось, и Слейд впал в кому.
Однако когда он очнулся, то обнаружил, что его мозг работает быстрее и лучше, а физические показатели стали почти сверхчеловеческими.
Прежде чем он вышел из комы, представители армии сообщили Аделин, что активная карьера её мужа подошла к концу, но у них всё ещё есть для него место, а она ответила, что заставить Слейда заниматься бумажной работой для него будет равносильно смертному приговору.
Уилсон попытался вступить в войска, но ему отказали. Его состояние было нестабильным, и на него нахлынула депрессия. В то время Аделин забеременела их вторым ребёнком, Джозефом. Когда Уильям Уинтергрин попал в плен во Вьетнаме, Уилсон попросил армию дать ему шанс спасти друга, на что получил отказ. Тем не менее, он спас Уильяма, нарушив приказ, за что был уволен. Неспособный продолжать карьеру в армии Слейд решил обратиться к охоте. Он стал знаменитым на весь мир охотником сафари и вскоре заработал крупное состояние. Аделин всегда подозревала, что Слейд чувствовал будто годится для большего.
Несколько лет спустя группа наёмников ворвалась в особняк Уилсона и похитила маленького Джои. Аделин пыталась отбиться, но газовая граната помешала ей защитить сына. Когда Слейд узнал о случившемся, то осознал, что больше не может скрывать от жены правду. Слейд был не только знаменитым охотником сафари, но одним из самых смертоносных и популярных убийц-наёмников — Терминатором Детстроуком. Он пообещал Аделин, что спасёт их сына. Вместе они полетели в Танжер и встретились с наёмником по кличке Шакал. Шакал требовал от Слейда информацию, касавшуюся клиента, в противном случае его люди расправятся с Джои. Слейд решил, что сможет спасти сына, прежде чем Шакал отдаст приказ. К несчастью, Уилсон не смог помешать одному из бандитов перерезать Джозефу горло, что повредило его голосовые связки и оставило немым. Отправив сына в больницу, жена Слейда, будучи вне себя из-за угрозы жизни Джозефа, попыталась застрелить мужа, но смогла только уничтожить его правый глаз. Позже он стал настолько уверен в своих физических способностях, что перестал скрывать ослабевшее зрение и стал носить маску, полностью скрывавшую «слепую» половину его лица.
Помимо двух сыновей, у Слейда есть дочь, Роза. Она приходится сводной сестрой Гранту и Джозефу и является младшей из детей Детстроука. Узнав о сфере работы её отца, Роза впоследствии также становится наёмницей.

## Силы и способности

### Силы
- Расширенные мыслительные способности: Детстроук способен использовать свой мозг в девять раз эффективнее обычного человека. Мозг Слейда — фактически компьютер, созданный для создания стратегии и решения проблем и работающий даже при стрессе и усталости. Используя свои способности, Детстроук может просчитывать особенности течения боя и предугадывать действия и тактику противника, используя приобретённый опыт борьбы с ним. Также он изобретателен в разработке решений против преимуществ противника. Слейд может создавать дальновидные стратегии на много недель вперёд. У него всегда есть план отхода, что было наглядно показано во время его встречи с Томо. Он может замечать и вычислять дистанцию, скорость и время с молниеносной быстротой. Его чувство времени превосходно и даже приближено к совершенному.
- Сверхчеловеческие рефлексы: Детстроук обладает повышенным уровнем рефлексов. Скорость реакции позволяет Слейду уворачиваться от автоматной очереди в упор, лазеров, не говоря уже о стрелах и метательных ножах. Также Детстроук легко уклоняется от ударов сверхбыстрых существ. Однажды он даже разрезал муху пополам броском скрепки, что говорит о его ускоренной реакции и рефлексах.
- Сверхчеловеческая сила: Детстроук обладает суперсилой, которая позволяет ему без значимых усилий открывать двери самолётов, находящихся под давлением в 2—3 тонны. Кроме того Слейд без каких-либо усилий разломал надвое катану из высокоуглеродистой стали, отрубил крыло самолёта, а также сломал руку Кощею, несмотря на плотность его тканей и костей. Однако Слейд не смог поднять кусок бетона весом в пару десятков тонн, упавший на Аделин.
- Сверхчеловеческая выносливость: Детстроук может воздвигнуть себя на пик мощности и действовать на нём намного эффективнее, нежели действует обычный человек. К тому же Слейд может драться, будучи сильно раненым, как это было в бою с Грантом, когда Слейд, выдержав падение на него субмарины, обширное ранение в грудь, а затем и взрыв ЭМИ, нашёл Гранта и тот ранил его ещё раз пять, но Слейд не умер, а только отключился.
- Сверхчеловеческая стойкость: Мышечные ткани Слейда гораздо крепче, чем у обычного человека. Его сверхчеловеческая стойкость совместно с бронёй помогает ему полностью игнорировать шквальный огонь из пулемёта в упор, падения с большой высоты, высокое давление, взрывы и экстремальные температуры. Атаки сверхлюдей не наносят Слейду серьёзного урона, как это было видно в бою против Маджестика, Лобо, Карлака и других.
- Усиленные чувства: Детстроук обладает способностями ощущать то, что происходит вокруг него в радиусе 5—10 метров. Например Слейд заметил приближение сверхбыстрого Тигорра, хотя стоял спиной и успел схватить его за горло. Другие его чувства также расширены.
- Регенеративный исцеляющий фактор: Усиленная способность заживлять раны позволяет Детстроуку выжить со смертельными для обычного человека повреждениями. Тело Слейда может выдержать невероятный урон, прежде чем погибнуть. Пулевые и ножевые ранения, порезы и сломанные кости регенерируют быстрее, чем у обычных людей. Однажды ему пронзили грудь, но это только вызвало сильную боль и притормозило его. Также недавно он восстановил свой левый глаз, который выдернул Драго, его бывший военный товарищ, оставивший Слейда на время полностью слепым. Детстроук несколько раз воскресал из мёртвых после ранений в голову.
- Усиленный иммунитет: Вредные чужеродные вещества быстро подвергаются воздействию его иммунной системы, а смертоносные яды и заболевания на него не действуют.
- Замедленное старение: Детстроук выглядит моложе своего возраста, потому что он очень медленно стареет. Однажды оживление даже повернуло процесс старения вспять, однако ещё предстоит доказать, что процесс повернуло именно оживление.
- Телепатическая устойчивость: На Слейда очень трудно влиять телепатически, как и на Роуз, которая унаследовала его гены. Иерихон сказал, что он не может влиять на Слейда, Джоуи сказал, что может попытаться, но на это уйдут недели. Это при том, что тот же Иерихон легко брал под контроль Терру и Маджестика.

### Способности
- Гениальный уровень интеллекта: Кроме расширенных мыслительных способностей Слейд также обладает гениальным интеллектом, его IQ описывалось Микелем, как «запредельное». Также Слейд показывал широчайшие познания в инженерии, физике, химии и других науках. Например он использовал диметил-сульфоксид вместо маяка, также он использовал свои познания в строении двигателя мотоцикла, чтобы усилить взрыв.
- Мастерский тактик: По всей видимости, Слейд — лучший тактик и стратег на планете, заранее вычисляющий действия противника. Он в одиночку чуть не победил один из составов Лиги Справедливости. Его часто сравнивают с Бэтмэном в этой области. Он доказал свою способность побеждать нескольких сверхлюдей сразу, если ему предоставлено время на подготовку. Рой Харпер однажды сказал, что Слейд — величайший тактик в мире.
- Полиглот: Кроме английского языка, Слейд знает русский и, предположительно, множество других языков.
- Превосходный боец: Тренировавшийся рукопашному бою ещё в армии он показал себя как один из лучших бойцов. В то время он изучал бокс, джиуджитсу и карате. После обучения этим боевым искусствам он продолжил обучение у убийцы Натаса, тренировавшего его искусству ниндзя и смертоносным техникам. После этого он стал человеком, известным как Детстроук. Его способности так развиты, что он даже победил Бэтмэна в рукопашной схватке. Во время Бесконечного Кризиса Бэтмэн одолел его только благодаря вмешательству Найтвинга и Робина. Детстроук является одним из лучших, если не лучшим бойцом на Земле.
- Опытный фехтовальщик: Детстроука сложно представить без меча. Несмотря на превосходные навыки в стрельбе, убивать он чаще всего предпочитает именно этим оружием ближнего боя. Он прекрасно владеет холодным оружием, начиная от боевых ножей и заканчивая тяжёлыми двуручными мечами. Зелёная Стрела не мог победить Слейда в фехтовании, даже несмотря на то, что последний был обездвижен. Также Слейд на равных фехтовал с Бэтменом и одержал победу над мастером Сукэсадой.
- Превосходная точность: Детстроук — отличный стрелок, а также метатель ножей и других предметов. Он может, например, броском канцелярской скрепки разрезать муху в полёте. Неоднократно показывал, что может попадать из винтовки точно в цель с расстояния более мили. В меткости он составляет конкуренцию Дэдшоту.

### Снаряжение
- Броня из Н-металла: Броня, которую носит Слейд, сделана из Н-металла. Эта броня помогает Слейду выживать после сильных взрывов и падений с большой высоты, помогает выдерживать высокое давление и экстремальные температуры, а также энергетические и физические атаки сверхлюдей. Также броня устойчива к пулям крупного калибра. К сожалению, броня расположена не по всему телу Слейда, что делает его более уязвимым. Броню нельзя пробить ни пулями, ни ножами.

## Другие версии

### Flashpoint
В комикс-серии «Флэшпойнт» Детстроук является капитаном судна «Опустошительница». Его верным заместителем был смуглокожий мистер Бриггс. Европа была затоплена водами Аквамена, и Детстроук плыл по ним. Он наткнулся на своего заклятого врага — Полководца. Корабль Слейда наносит удар первым, и сам капитан врывается на палубу Полководца, жестоко избивает его, и команда Детстроука забирает с вражеского судна пленницу в капсуле и нескольких пленных. Весь корабль Полководца был заморожен в лёд членом отряда Слейда — Льдиной. Но сам враг успел уйти на катере.
«Льдина нужный парень, но даже из-за малейшего звука его голоса я уже хочу снять с него скальп», — отзывается о нём Детстроук.
Слейд уже много времени искал свою дочь, оплывая все воды, обыскивая каждый морской уголок. И пленница, находившаяся в капсуле, была в тот момент единственной надеждой капитана. Но, увы, это была не она. Эту пленница звали Дженни Блиц. Она была метачеловеком. Далее мы видим, как Детстроук жестоко допрашивает пленного у себя в каюте и узнаёт всё, что хотел. Команда Слейда направляется в тюрьму Святой Елены для металюдей. Детстроук допрашивает одного из солдат о Роуз, своей дочери. Тот ответил, что её перевезли в Норвежскую лабораторию позавчера. Слейд прошёл внутрь тюрьмы и освободил заключённых с условием, что они будут служить ему. Освобождённый Глиноликий предложил капитану освободить также и другого заключённого метачеловека по прозвищу Сонар. Но его не было в той тюрьме. Команда наткнулась на камеру с метачеловеком по прозвищу Угорь, который пообещал помочь Слейду. Его освобождают и забирают к себе на борт. Далее команда натыкается на мелкое судно, где и был Сонар. Они освобождают его. И самым трагичным моментом, возможно, было нападение Аквамена и его сводного брата, Владыки океана, на «Опустошительницу». Они перебили много членов команды и серьёзно ранили Слейда, но Угорь и Сонар помогли вернуть капитана в строй. А тем временем подчинённые Полководца докладывают ему, что «Опустошительница» подверглась нападению. Полководец приказывает раздобыть флотилию и двигаться на встречу Детстроуку.
Команда Слейда прощалась с усопшими, и вдруг неожиданно по ним ударила пушка Полководца. Слейд выстрелил глаз своему врагу, и вдруг все корабли противника стали взрываться. Это была работа Дженни Блиц — очнувшейся пленницы, которую спас Детстроук. Она провозглашает себя капитаном судна.
Далее мы видим, как Дженни моется в душе и Слейд допрашивает её обо всем. Они договариваются о том, что Блиц помогает Детстроуку найти дочь, а он даёт ей взамен половину всего награбленного.
А тем временем члены команды корабля (за исключением Бриггса и Ханскарла) затевают мятеж против Слейда и Дженни. Они убивают тех двоих, что были против их заговора. В то время оба капитана вместе спали в каюте, и о том, что против них идёт команда, им сообщила сестра-призрак Бриггса. Разъярённый Слейд вместе с Дженни убивает всех людей-мятежников. Когда они убивали последнего, Сонара, тот говорит им, что сообщил о местонахождении «Опустошительницы» Смотрителю, создателю Дженни.
Через некоторое время Слейд сталкивается с кораблём Смотрителя и усыпляет Дженни. Он видит на борту свою дочь, Роуз, и идёт на шантаж. Слейд держал в руке детонатор и угрожал, что, если Смотритель не отдаст ему Роуз, всё в радиусе 20 миль взлетит на воздух. Детстроук забирает Роуз и приказывает ей плыть к «Опустошительнице», а сам, вместе с очнувшейся Дженни, убивает всех врагов, включая Смотрителя.
Слейд, будучи уже на корабле, обнимает дочь. Все — Слейд, Роуз и Дженни — уплывают вместе.

## Вне комиксов

### Фильмы
В Расширенной вселенной DC роль Детстроука должен был исполнять актёр Джо Манганьелло. Появился в сцене после титров фильма «Лига справедливости», его нанимает бежавший из Аркхема Лекс Лютор и предлагает создать свою Лигу. Возможно, Детстроук станет главным злодеем будущего сольного фильма о Бэтмене режиссёра Мэтта Ривза.
Осенью 2017 года было объявлено про работу над сольным фильмом о наёмнике Детстроуке. Главную роль исполнит Джо Манганьелло. Режиссером должен был стать Гаррет Эванс, но в итоге проект был заморожен.
Детстроук появляется в фильме 2018 года «Первому игроку приготовиться» в качестве пасхалки.

### Мультипликация
- Появлялся в мультсериале «Юные титаны» и анимационном фильме «Лига Справедливости: Парадокс источника конфликта», где его озвучил Рон Перлман.
- Также появлялся в мультсериале «Юная Лига Справедливости», где его озвучивали Уэнтуорт Миллер (эпизод «The Fix») и Фред Таташор.
- В мультсериале «Берегитесь Бэтмена» 2013 года его озвучил Робин Аткин Даунс.
- В анимационном фильме «Лига Справедливости: Кризис двух миров» он появляется в роли президента США в параллельной вселенной, в этом фильме его озвучил Брюс Дэвисон.
- В мультфильме «Сын Бэтмена», где его озвучил Томас Гибсон, является главным антагонистом.
- Также появляется в ряде анимационных фильмов про Lego-героев DC, в которых его озвучкой занимался Джон Ди Маджо.
- В мультсериале «Deathstroke: Knights & Dragons» производства The CW, роль озвучивает Майкл Чиклис[11].

### Телевидение

#### «Тайны Смолвиля»
Слейд Уилсон появляется в десятом сезоне телесериала «Тайны Смолвиля», сыгранный американским актёром Майклом Хоганом. Слейд Уилсон — генерал-лейтенант армии США, который организовал акт регистрации супергероев под влиянием Дарксайда.

#### Вселенная сериаловThe CW
- Детстроук появляется в телесериале «Стрела». Он — один из наёмников на острове Лиань-Ю, где Куин провёл 5 лет, является мастером единоборств и хорошо владеет мечом. Носит обычную сине-чёрно-жёлтую униформу и маску, скрывающую лицо. Затем выясняется, что этот наёмник не Слейд Уилсон, а Билл Уинтергрин — друг Уилсона, затем его предавший. Самого Слейда играет актёр Ману Беннетт. Изначально появлялся только во флэшбеках. Во флэшбеках первого сезона оказавшийся в плену Яо Фэй помогает Оливеру сбежать от Эдварда Файрса и говорит, что ему нужно обратиться за помощью к Слейду Уилсону. Уилсона и Уинтергрина наняли для охраны Яо Фэя на Лиань-Ю китайские военные, но Уинтергрин переметнулся к Файрсу. Оливер и Слейд сдружились и стали выживать и бороться с солдатами Файрса вместе. В конце концов Оливер, Слейд и Шадо убивают и Уинтергрина, и Файрса, а также срывают его план по взрыву гражданского самолёта.
- Во флэшбеках второго сезона Оливер, Слейд и Шадо продолжают выживать на острове. В 6-й серии при взрыве Уилсон получает тяжёлые повреждения: половина его лица обезображена ожогами. На острове находится подлодка с веществом, выведенным японскими генетиками в период Второй мировой войны. В 8-й серии 2-го сезона наёмник получает укол этой сыворотки под названием «Миракуру» (с яп. — «чудо»), но, ввиду того, что он принял его без обезболивающих препаратов, Слейд испытывает адскую боль, и через какое-то время его сердце останавливается. В конце 9-й серии второго сезона выясняется, что Слейд выжил и получил сверхчеловеческую силу и прочность, а его рассудок затуманился. Узнав правду о смерти Шадо, Слейд взбунтовался и решил отомстить своему «другу» Оливеру за смерть своей возлюбленной. В дальнейшем корабль Amazo потерпел крушение, Оливер пронзил стрелой глаз Слейда, а сам Слейд пошёл на дно вместе с кораблём. В настоящем выясняется, что он выжил и добрался до Старлинг-Сити, чтобы разрушить жизнь Оливера. Он объединяется в этом деле с Себастьяном Бладом (кандидатом в мэры Старлинга) и с Изабель Рошев (главой Куин-Консолидэйтед). В первой половине второго сезона Себастьян Блад похищал людей и проводил на них опыты, после которых жертвы погибали. Оказалось, что он пытался воссоздать Миракуру на основе крови Слейда. Первыми выжившими подопытными стали Рой Харпер и Сайрус Голд. В 11-м эпизоде второго сезона Слейд появляется в традиционном костюме наёмника со слегка изменённой маской. В 15-м эпизоде Слейд появляется в доме Оливера. В 18-й серии Уилсон похищает сестру Оливера и открывает ей секрет о её настоящем отце. С помощью аппарата по массовому переливанию крови Слейд создаёт армию солдат под Миракуру, используя кровь Роя. В 20-м эпизоде Слейд убивает Мойру Куин (мать Оливера) на его глазах. Армия Слейда устраивает осаду Старлинга. В 23-й серии Оливер Куин побеждает Слейда, лишает дарованной «Миракуру» суперсилы с помощью антидота и запирает в бункере, который находится на острове Лиань-Ю, где они и встретились.
- Слейд возвращается в 14-м эпизоде третьего сезона, в котором Малкольм Мерлин выпускает Уилсона из камеры на Лиань-Ю. Оливеру и Тее пришлось объединиться и снова отправить его за решётку.
- Слейд возвращается в пятом сезоне. Детстроук появляется в серии «Вторжение!» в летаргическом сне команды Стрелы. В конце 22-й серии Оливер прилетает на Лиань-Ю и просит Слейда о помощи в борьбе с Эдрианом Чейзом. В 23-й серии Слейд соглашается помочь Оливеру, так как Миракуру из его тела полностью выветрилось и его рассудок прояснился. Слейд признаётся, что стыдится всего, что совершил под действием сыворотки. Детстроук дважды ложно предаёт Оливера, чтобы спасти Тею, Фелисити, Саманту и Кёртиса, а также для передачи «крика канарейки» Дине. К концу серии Слейд оставался со всей командой Стрелы на острове во время взрыва Лиань-Ю, потому его судьба неизвестна.
- В шестом сезоне выяснилось, что Слейд выжил после взрыва на Лиань-Ю. Он возвращается в Стар-Сити, чтобы попросить Оливера помочь найти его сына Джо. В дальнейшем оказалось, что Джо Уилсон возглавил банду под названием «Шакалы». После того, как Слейд отказался присоединиться к ним, он помогает Оливеру победить их, а затем уходит.

#### «Титаны»
Детстроук вместе со своими детьми Иерихоном и Роуз Уилсон появляются во 2-м сезоне телесериала «Титаны», выход которого состоялся 12 октября 2019 г. Его роль исполнил Эсай Моралес. В этой версии Слэйд Уилсон также наёмник, и старый враг Титанов. Они считали его погибшим, пока Джейсон Тодд не узнал его на записях видеокамеры (2 сезон 2 серия). Слэйд винит Титанов, особенно Дика Грейсона (Брентон Туэйтс) в смерти сына Иерихона, и жаждет мести. Также в предпоследней серии сезона выясняется, что он отправил свою дочь Роуз Уилсон втереться в доверие к ним, но она его предаёт и объединившись с Диком (который уже стал Найтвингом) побеждают Дэтстроука.

### Видеоигры
- Детстроук является игровым персонажем в игре Mortal Kombat vs. DC Universe.
- Детстроук появляется в игре DC Universe Online.
- Детстроук появляется также в файтинге Injustice: Gods Among Us в качестве одного из играбельных персонажей. В режиме истории, происходящим в альтернативном измерении, он находился в нейтральной позицией между Суперменом (Режим) и Бэтмена (Сопротивление), но потом временно переходит на сторону второго. После неудачного покушения на Супермена вновь уходит из команды. Дальнейшая судьба неизвестна. В режиме истории после победы над Кал-Элом он снова становится человеком который для заказа убивает людей, и нанимает ещё нескольких сделав себе команду «Новые Титаны» в случае если он не справится.

#### СерияLego
- Детстроук является игровым персонажем в версии LEGO Batman 2: DC Super Heroes для игровой приставки Nintendo 3DS.
- Детстроук — появляется в Lego Batman 3: Beyond Gotham как игровой персонаж, а также в DLC «Отряд» где является участником Отряда самоубийц и играбельным персонажем.
- Появляется в игре 2018 года Lego DC Super-Villains, озвучен Марком Ролстоном[14][15].

#### Batman: Arkham
- В Batman: Arkham Origins является одним из наёмников, которым Чёрная Маска предлагает убить Бэтмена за 50 млн долл. Выслеживает героя на лайнере Пингвина «Финальное предложение», но был побеждён им на бойцовской арене. Полиция отправляет Детстроука в Блэкгейт, в ходе организованного Джокером бунта не был освобождён из тюремной камеры (по мнению наёмника — из-за страха получить возмездие за обман). По окончании игры Детстроука посещает Аманда Уоллер с предложением вступить в Отряд Самоубийц. При предварительном заказе игры он является играбельным DLC-персонажем в режиме испытаний.
- Детстроук также появляется как один из боссов в Batman: Arkham Knight. В отличие от других лидеров армии, Пугала и Рыцаря Аркема, Слейд не является сюжетным противником.
- Появился как играбельный персонаж в игре Suicide Squad: Kill the Justice league.

## Критика
- Журнал Wizard поставил Детстроука на 84-е место из 100 в списке величайших злодеев всех времён и на 72-е место из 200 среди величайших персонажей комиксов[16].
- В 2009 году сайт IGN дал Детстроуку 32-е место в списке величайших злодеев всех времён[17].